# Elisabeth Arend
Elisabeth Arend (* 1955 in Saarbrücken) ist eine deutsche Literaturwissenschaftlerin.

## Leben
Nach dem Studium in Freiburg und Reims, der Promotion in Aachen und der Habilitation in Göttingen wurde sie 2001 Professorin für Romanische Literaturwissenschaft mit Schwerpunkt auf den Frankophonen Literaturen, der Literatur Italiens sowie Vergleichende Literaturwissenschaft an der Universität Bremen.

## Schriften (Auswahl)
- Bibliothèque – geistiger Raum eines Jahrhunderts. Hundert Jahre französischer Literaturgeschichte im Spiegel gleichnamiger Bibliographien, Zeitschriften und Anthologien (1685–1789) . Bonn 1987, ISBN 3-924888-21-3.
- mit Maria Lieber: Übersetzung Italienisch – Deutsch. Ein Arbeitsbuch mit kommentierten Übersetzungen. Ismaning 1991, ISBN 3-19-006611-6.
- Lachen und Komik in Giovanni Boccaccios Decameron. Frankfurt am Main 2004, ISBN 3-465-03229-2.
- mit Dagmar Reichardt und Elke Richter (Hg.): Histoires inventées. La représentation du passé et de l'histoire dans les littératures française et francophones. Berlin 2007, ISBN 978-3-631-56966-5.